# ロボコン (映画)
『ロボコン』（Robot Contest）は、2003年に公開された日本映画。監督・脚本は古厩智之。
「高専ロボコン」大会への出場を目指す、工業高等専門学校生の葉沢里美とその仲間達による青春物語。

## 登場人物・キャスト
葉沢里美 - 長澤まさみ
主人公。第2ロボット部操縦担当。
相田航一 - 小栗旬
第2ロボット部設計担当。
四谷四郎 - 伊藤淳史
第2ロボット部部長及び作戦担当。
竹内和義 - 塚本高史
第2ロボット部組み立て担当。
図師 - 鈴木一真
第2ロボット部顧問。

## スタッフ
- 監督・脚本：古厩智之
- 製作統括：植田文郎、古川一博、小松賢志
- 製作：富山省吾
- チーフプロデューサー：鈴木律子
- プロデューサー：宮川洋紀、堀口慎、前田光治
- 撮影：清久素延
- 美術：金勝浩一
- 録音：斉藤禎一
- 照明：望月英樹
- 編集：三條知生
- 助監督：清水俊文
- 音楽：パシフィック231（蓮実重臣、三宅剛正）